# Здание Черниговского уездного духовного училища
Здание Черниговского уездного духовного училища — памятник архитектуры местного значения в Чернигове. В настоящее время в здании размещается частная школа.

## История
Решением исполкома Черниговского областного совета народных депутатов от 19.02.1985 № 75 присвоен статус памятник архитектуры местного значения с охранным № 15-Чг — как Духовное училище.
Здание имеет собственную «территорию памятника» и расположено в «комплексной охранной зоне памятников исторического центра города», согласно правилам застройки и использования территории. На здании не установлена информационная доска.

## Описание
Черниговское уездное духовное училища — среднее учебное заведение — было открыто в 1817 году. На трёх отделениях (нижнем, среднем и высшем) в 1870 году училось свыше 300 человек. До 1871 года духовное училище было расположено в одном помещении с Черниговской духовной семинарией. В 1872 году училищу был выделен один из трёх домов семинарии, что привело впоследствии к строительству нового здания.
В присутствии губернатора Михаила Петровича Дарагана и епископа Серапиона (Маевского) в 1876 году заложено новое здание для училища в западной части двора Елецкого Успенского монастыря возле кургана Чёрная могила. Архитектор — Дмитрий Васильевич Савицкий. Изначальный проект реализовывался купцом Фрумкиным и предполагал П-образный в плане дом, но на полную реализацию не хватало средств. Здание было завершено и освящено в 1879 году. В период 1900—1902 годы к зданию были пристроены две боковые секции, повёрнутые в сторону тылового фасада. Освящено здание было в присутствии губернатора Евгения Константинович Андриевского и епископа Антония (Соколова).
Главный фасад дома повёрнут на восток к улице и монастырю. Двухэтажный дом на цоколе, симметричный, П-образный в плане. Архитектура дома отображает одно из характерных направлений в каменной застройке Чернигова конца 19 — начала 20 веков.
После революции октября 1917 года училище было ликвидировано. Затем и до Великой Отечественной войны в здании размещалась школа имени О. И. Войкова и работали кружки дворца пионеров. После Великой Отечественной войны дом был передан под общежитие областного ремонтно-строительного треста, затем размещался Дом культуры строителей (в центральной части) и ряд организаций. Затем служило офисным зданием для различных учреждений, сейчас в здании размещается частная школа.